# Varajärvi
Varajärvi är en sjö i kommunen Kuhmo i landskapet Kajanaland i Finland. Sjön ligger 167,9 meter över havet. Den är 6,15 meter djup. Arean är 78 hektar och strandlinjen är 6,08 kilometer lång. Sjön  ingår i Uleälvens huvudavrinningsområde.   Den ligger omkring 95 kilometer öster om Kajana och omkring 510 kilometer nordöst om Helsingfors. 
Luulajanjoki rinner genom sjön. 